# Fraser Fyvie
Fraser Fyvie (Aberdeen, 27 marzo 1993) è un calciatore scozzese, centrocampista del Cove Rangers.

## Carriera

### Club
Fraser inizia la sua carriera da calciatore nel 2007, quando viene acquistato dall'Aberdeen dove in due anni compie tutta la trafila delle formazioni giovanili fino al debutto in prima squadra: esordisce il 22 agosto durante il match di campionato con l'Hamilton Academical. Rimedia la sua prima ammonizione in carriera il 14 settembre, durante il match di campionato con il Falkirk. Realizza la sua prima rete in carriera il 27 gennaio 2010, durante la partita di campionato giocata con gli Hearts.

### Nazionale
Tra il 2008 e il 2009 gioca diverse partite con la Nazionale Under-15, l'Under-16 e l'Under-17 dove realizza, in tutto, sei gol; nel 2010 debutta con l'Under-19.

## Palmarès

### Club

#### Competizioni Nazionali
- Coppa d'Inghilterra: 1

Wigan: 2012-2013
- Coppa di Scozia: 1

Hibernian: 2015-2016
- Scottish Championship: 1

Hibernian: 2016-2017